# 간첩 (영화)
《간첩》은 2012년 개봉한 대한민국의 영화이다. KOBIS 기준 누적관객수 1,310,895명을 기록했으며 최대 점유 스크린 수는 576개이다.

## 줄거리
불법 비아그라를 판매하며 전세금 인상에 시달리는 평범한 가장인 암호명 '김과장'은 남파 22년차 간첩으로 직원이 두 명뿐인 조그마한 무역상 사장이다. 사무실 천장에 숨겨 놓은 돈을 직원 중 한 명이 훔쳐 달아나 실의에 차있던 도중 남한으로 망명한 북한 고위 간부 '리부상'의 암살 지령을 받는다. 살림하랴, 일하랴, 애보랴 하루가 바쁜 억척스러운 부동산 아줌마 '강대리'와 동사무소 퇴직 후 로또에 희망을 걸며 쓸쓸히 홀로 살고있는 노인 '윤고문', 소 키우며 한우지키기에 온 힘을 쏟는 동네 열혈 청년 '우대리'와 함께 지령을 수행하지만 막상 이들에게 관심은 리부상이 받은 100억의 망명 포상금이다.

## 캐스팅
- 김명민 - 김정수 (림정수) 과장 역. 리더
- 염정아 - 강 대리 역. 로케이션 전문
- 유해진 - 최 부장 역. 북한 최고의 암살자
- 변희봉 - 윤 고문 역. 신분세탁 및 문서위조 전문
- 정겨운 - 우 대리 역. 해킹 전문
- 오나라 - 주은혜 역. 김과장 아내
- 이승호 - 리용성 부상 역
- 박일목 - 리용성 부상 보좌관 역
- 정만식 - 한정욱 역. 국정원 대북 1과 팀장
- 조문의 - 구 대리 역. 김과장 직원
- 박진우 - 야구부 감독 역
- 천보근 - 지성 역. 김과장 아들
- 황채원 - 지수 역. 김과장 딸
- 우민규 - 동수 역. 한 팀장 아들
- 성지훈 - 준상 역
- 곽민석 - 권성민 역. 대한민국 국방 연구원. 김정일의 처조카
- 지인숙 - 권성민 부인 역
- 류제승 - 술집 남자 역
- 김진희 - 미스 고 역. 국정원 요원
- 정병두 - 국정원 요원 2 역
- 곽진석 - 편의점 강도 역
- 전보미 - 편의점 알바직원 역
- 반소영 - 광화문 수상녀 역
- 김서경 - 안가외부안내요원 역
- 김법래 - 수하 1 역
- 송봉근 - 수하 3 역
- 서현우 - 안가 모니터 팀장 요원 역
- 강성철 - 안가 내부 안내 요원 역
- 한이진 - 1층 안가 요원 역
- 윤원재 - 2층 화장실 요원 역
- 백현우 - 2층 요원 2 역
- 배태원 - 등산복 요원 2 역
- 이새로미 - 후지산 사장 역
- 정우혁 - 박 대표 역
- 오순태 - 야구 해설가 역
- 서재현 - 야구 캐스터 역
- 정도원 - 기자 1 역
- 박현수 - 기자 2 역
- 민복기 - 주치의 역
- 김자영 - 부동산 여 역
- 홍경연 - 마 여사 역
- 김홍수 - 대북풍선사회자 역
- 윤종구 - 군청 경찰 역
- 조영진 - 곽 차장 역 (특별출연). 국정원
- 오광록 - 비아그라남 역 (특별출연)
- 김민재 - 수상남 역 (특별출연)